# Хокинг, Джейн
Джейн Берил Уайльд Хокинг Джонс (урожденная Уайльд, родилась 29 марта 1944 года) — английский автор и преподаватель. В течение 30 лет была женой профессора Стивена Хокинга.

## Ранняя жизнь и образование
Хокинг родилась в семье Берил (урождённой Иглтон) и Джорджа Уайльдов. Она выросла в Сент-Олбанс графства Хартфордшир.
Изучала языки в колледже Вестфилд при Университете Лондона. Джейн и Стивен Хокинг познакомились через общих институтских друзей на вечеринке в 1962 году. В 1963 году у Хокинга был диагностирован боковой амиотрофический склероз (также известный как ALS). Несмотря на то, что было известно о небольшой продолжительности жизни и ограничениях, связанных с этой болезнью, уже в 1964 году пара обручилась, а в 1965 году поженилась в их общем родном городе Сент-Олбансе. У них родились трое детей: Роберт, 1967 года рождения, Люси, родившаяся в 1970 году, и Тимоти, рождённый в 1979 году.
После нескольких лет работы над докторской диссертацией в колледже Вестфилд, в апреле 1981 года Хокинг получила докторскую степень по средневековой испанской поэзии. Она решила получить докторскую степень, чтобы заниматься преподаванием в Кембридже.
Джейн и её муж разошлись в 1990 году и развелись спустя пять лет. В 1997 году она вышла замуж за музыканта Джонатана Хеллайера Джонса. Тем не менее, она продолжала поддерживать своего бывшего мужа из-за его проблем со здоровьем, пока он работал.
Во время её брака со Стивеном Хокингом, по мере прогрессирования болезни мужа, Джейн страдала от депрессии. В 2004 году в интервью она сказала, что вера давала ей надежду во время брака со Стивеном, а депрессия — результат работы в качестве сиделки. В этом интервью Джейн отметила иронию в своём обращении к религии, ведь Стивен Хокинг был известным атеистом.

## Дальнейшая жизнь
В 1999 году она написала автобиографическую книгу о своём первом браке «Музыка чтобы двигать звезды: жизнь со Стивеном». Она и её первый муж установили рабочие отношения после его развода со второй женой. В 2007 году обновлённая версия автобиографии была переиздана под названием «Путешествие к бесконечности: моя жизнь со Стивеном» и была впоследствии экранизирована в фильме «Вселенная Стивена Хокинга».

## Упоминания в фильмах
Джейн Хокинг изображена Лизой Диллон в 2004 году в фильме «Хокинг», а также Фелисити Джонс в фильме 2014 года «Вселенная Стивена Хокинга», за который Джонс была номинирована на «Оскар» за лучшую женскую роль; фильм был основан на мемуарах Хокинг «Путешествие в бесконечность: моя жизнь со Стивеном». Хокинг обсудила актёрскую игру Джонс в фильме на радио BBC 4 Woman’s Hour в январе 2015 года.